# 2point5女子プロレス
2point5女子プロレス（ツー・ポイント・ファイブじょしプロレス）は、日本の女子プロレス団体。

## 歴史
- 2021年8月20日、スペル・デルフィン、花園桃花、渡辺裕薫、石井宏之が記者会見を行ってYouTube専門プロレス団体「2.5次元女子プロレス（仮称）」を設立することを発表。YouTubeに特化したテーマとして動画編集やトリック映像を交えバーチャルとリアルな展開をこなしていく。この企画を渡辺に話したところ共感を得たことから渡辺が所属している松竹芸能、デルフィンの地元大阪にある女子サッカーチーム「和泉テクノFC」の理事長である石井の協力によって設立。
- 9月26日、心斎橋角座で新人オーディションを開催[1]。
- 10月15日、団体名が「2point5女子プロレス」に決定。新人オーディションで選ばれた練習生は基本的に週1の練習に参加して、その模様をYouTubeで配信している。
- 2022年11月6日、大阪沖縄会館で旗揚げ戦を開催。

## 所属選手
- スペル・デルフィン（海鮮プロレス）※総合プロデューサー

- 花園桃花（アップタウン）※総合監督

- スーパーW
- ぽっぽちゃん (いちご女子プロレス)
- フライング・ペンギン（プロレスリング華☆激兼任所属）
- のあ。(noa)
- レディーくらら
- レディーせりな

## スタッフ

### リングアナウンサー
- 渡辺裕薫（松竹芸能）

## 歴代所属選手
- ななみにこ  (2023年退団)
- チャド (2023年退団)
- りえまる（2023年7月31日退団）
- カゲロウ（現：馬頭ほかげ／パンナコッタみのり）（2023年11月5日退団）
- ブランカ真帆 (2025年3月6日退団)